# جدول توجيه

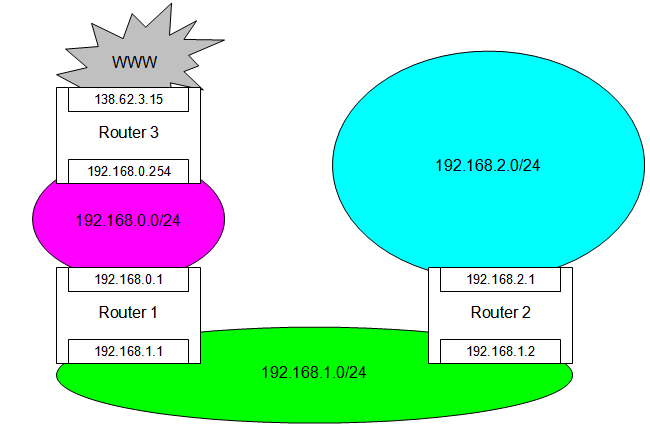

جدول التوجيه (بالإنجليزية: routing table)‏ هو وسيلة مهمة تستخدم في شبكات الانترنت. حيث تقوم الموجهات (routers) بعمل مهم جداً في الشبكات ذات الفروع المتعددة إذ إنها تقوم:
1- بإرسال الإشارات من شبكة إلى أخرى حتى لو كانت هذه الشبكات مفصولة بعدد من الشبكات الفرعية.
2- توضيح أفضل الطرق من أجل الوصول السريع للجهاز المطلوب.
ويوجد في الموجهات جدول توجيه(routing table) يعتمد على عناوين الشبكات مثل أرقام بروتوكول إنترنت وفيه خارطة للمسار السريع بين الفروع والموجهات الأخرى والمسافات الفاصلة بينها.
الغرض من router هو اختبار البيانات القادمة إليه لكي يختار أحسن مسار لها ويقوم بتوجيهها معتمدا" على بروتوكول إنترنت address إضافة إلى أنه يقوم بربط تكنولوجيا الطبقة الثانية datalink layer
المختلفة مثل Ethernet و token-ring وهذه أحد أهم وظائفه.

## جداول التوجيه
يحتوي جدول التوجيه على جميع عناوين الشبكة وكيفية الاتصال بالشبكات الأخرى(بشكل مباشر أو غير مباشر)
إضافة إلى المسارات المتوفرة بين موجهات الشبكة وتكلفة إرسال البيانات عبر هذه المسارات.
تتعرف الموجهات على أرقام الشبكات التي تسمح لها بالتحدث مع غيرها من الموجهات على الشبكة، وتتعرف كذلك على عناوين الشبكات التي تنتمي لها كل بطاقة شبكة.

## أنواع مداخل الموجهات
1-Directly attached network Ids:
- Net ID هو عنوان شبكة موصولة مباشرة مع الحاسب المرسل
- Gateway هو عنوان المرسل
- Gateway هو نفسه Interface هو نفسه عنوان الـ IP للمرسل

2- Remote network Ids:
- Net ID هو عنوان شبكة أخرى غير شبكة المرسل
- Gateway هو عنوان المنفذ للموجه الموصول مباشرة على شبكة المرسل

3- Host routers:
- Net ID هو عنوان IP لـ host معين
- 255.255.255.255 Mask=

ملاحظة:
لامانع من وضع عنوان الـ host في حقل net ID وذلك في حال كان هذا الـ host هام ونريد الاحتفاظ بطريق سهل له

## حقول مداخل جدول التوجيه
يضم كل مدخل الحقول التالية:
- Network ID: يمثل عنوان الوجهة سواء كانت الوجهة النهائية أو عنوان شبكة أخرى يوجد عليها الوجهة النهائية
- Network mask: وهو الـ mask المقابل لعنوان الـ IP الموجود في network IP
- Gateway: وهو عنوان العقدة التالية
- Interface: يتم فيها تحديد Interface التي سيتم الإرسال عليها حيث من الممكن أن يكون لحاسب أكثر من كرت شبكة واحد أما إن كنا نتحدث عن موجه فهو حتما" يحوي أكثر من Interface
- Metric: هو رقم يحدد عدد الموجهات ضمن الطريق المسلوك للوصول إلى الوجهة فهو يحدد كلفة الإرسال وبالتالي فهو يستخدم لتحديد الطريق الأفضل

ملاحظة:
بحالة Directly attached network IDs نضع قيمة metric تساوي الواحد أو الصفر على اعتبار أنه لايوجد موجه بين المرسل والمستقبل

## الذي يقوم ببناء الجدول
- Routing protocol: وهي بروتوكولات تعمل بين الموجهات وتقوم بـ dynamic routing
- Administrator: يستطيع مستخدم الحاسب الإضافة إلى جدول التوجيه أو التعديل فيه أو الحذف منه عن طريق التعليمة route :

[Route[-f][-p][command[destination][mask Netmask][Gateway][metric Metric ]if Interface
- - -f :يقوم بمسح كل مداخل الجدول عدا
    - Host routers : أي المداخل التي يكون فيها الـ mask=255.2555.255.255
    - مدخل loopback
    - مدخل multicast

  - -p:
    - عندما يستخدم مع add يتم إضافة المدخل الجديد إلى registry ويضاف إلى لائحة TCP/IP initialize ليتم إضافته تلقائيا" إلى الجدول عند كل تشغيل للـ TCP/IP
    - عندما يستخدم مع print يتم طباعة المداخل الثابتة

يتم إهمال هذا المتحول مع بقية الأوامر
- - Command: يحدد العملية التي سنقوم بها مثل (add,delete,change)
  - metric Metric: يحدد رقم صحيح بين 1 و 9999
  - if interface: يحدد interface التي يكون الحاسب الوجهة متاح عليها
- TCP/IP initialize : يتم عند بدء تشغيل TCP/IP (عند إقلاع الحاسب) إضافة بعض المداخل إلى جدول التوجيه مثل (loopback ,local IPaddress ,multicast ,….)

## لتحديد ما هو المدخل المستخدم للإرسال
1- من أجل كل مدخل بجدول التوجيه نقوم بعملية and بين IP الوجهة والـ network mask ونقار النتيجة مع network ID
2- نأخذ المدخل ذو التطابق الأعلى والذي سيكون أكثر تحديدا" لعنوان الوجهة(مقدار التطابق يتمثل بعدد البتات الواحدية في (network mask)) وفي حال وجود أكثر من مدخل لهم مقدار التطابق نفسه نأخذ المدخل ذو الكلفة الأقل(أي ذو الـ metric الأقل) وفي حال وجود أكثر من مدخل لهم أصغر قيمة metric عندها يكون الموجة حر باختيار المدخل
3- لذلك كلما زاد عدد مداخل جدول التوجيه كلما صار أبطأ لذلك يمكن أحيانا" استخدام تقنية SuperNetting (SIDR).

## وصلات خارجية
routing